# セルゲイ・ニキーチン

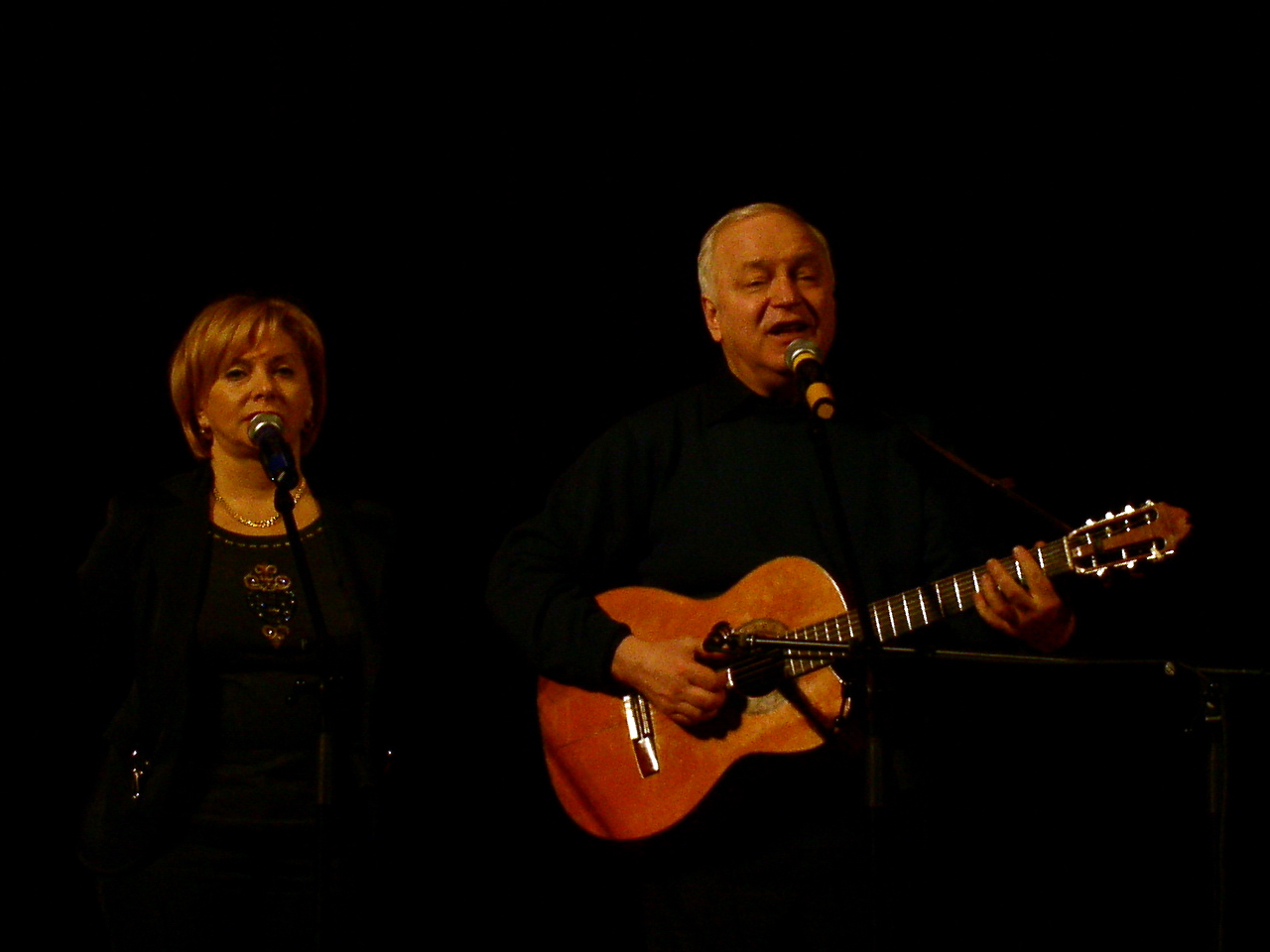
妻のタチアナ(左)と

セルゲイ・ヤコヴレヴィッチ・ニキーチン（ロシア語: Сергей Яковлевич Никитин; 1944年3月8日-）はロシアのシンガーソングライター、物理学者。
ソ連時代の1962年から歌い始め、妻のタチアナ・ニキーチナと一緒に歌う機会も多かった。夫婦ともに物理学の博士号を持ち、歌手業と研究所勤務との2足のわらじを履いた異色の歌手であった。1980年度のアカデミー外国語映画賞を受賞したソ連映画「モスクワは涙を信じない」の主題歌「アレクサンドラ」を夫婦で歌ったことで、世界に名前が知られるようになった。

## 経歴
- 1962-1968年 モスクワ大学物理学科在籍・卒業
- 1962年 最初の曲 "В дорогу"をリリース
- 1963-1968年 カルテットを結成
- 1968-1971年 モスクワ大学大学院で生物物理学を研究
- 1968-1977年 クインテットを結成、妻のタチアナもメンバーに加わる
- 1971-1980年 モスクワのゼリンスキー有機化学研究所勤務
- 1980-1987年 モスクワ郊外プーシキノの生物物理学研究所の研究員（1983年に博士号を取得）
- 1987-1995年 オレーグ・タバコフ劇場の音楽責任者
- 1995年以降 歌手・作曲業に専念